# Умнумзаан
«Умнумзаан» (англ. Umnumzaan) — складной нож, изготовленный компанией Chris Reeve Knives из г. Бойсе, штат Айдахо, и разработанный самим Крисом Ривом. Название «Umnumzaan» на языке Зулу означает «Глава семьи» или «Босс» (простореч.) и было выбрано в честь места рождения Криса Рива — Южной Африки.

## Устройство
В «Умнумзааме» используется одна из версий Chris Reeve Integral Lock, которая представляет собой линейный замок в модификации фрейм-лок. Оригинальная версия этого замка была разработана Ривом в 1987 г. и впервые была применена в ноже Sebenza. В этом замке используется плоская титановая полоска, поджимающая клинок и выточенная из материала рукоятки. Так же на конце полоски присутствует керамический шар, выполняющий две функции — прокладки между полосой замка и обратной стороной клинка в открытом состоянии и для предохранения случайного открытия ножа в закрытом состоянии.
Поворотный механизм «Умнумзаана» реализуется с помощью поворотного винта и штифта, а само лезвие удерживают от люфта перфорированные шайбы из фосфористой бронзы. Перфорация нужна, чтобы уменьшить трение вследствие уменьшения площади поверхности, а также увеличения срока службы между чистками из-за смазки, находящейся в отверстиях перфорации.
Выступы у основания клинка используются для открытия лезвия ножа, а также в качестве стопорного штифта, который упирается в титановую рукоять при фиксации клинка в открытом положении. На каждый выступ надето полиуретановое уплотнительное кольцо, которое действует как амортизатор для смягчения удара и уменьшает шум при открытии. Впервые данная концепция амортизатора была применена дизайнерами ножей Grant and Gavin Hawk, и реализуется в «Умнумзаане» с их согласия.

## Характеристики «Умнумзаана»
Основные характеристики:
- Материал клинка : сталь CPM S30V
- Закалка: 58-59 HRc
- Обработка клинка: Stonewash
- Длина клинка: 93,3 мм
- Толщина клинка: 3,6 мм
- Длина рукояти: 121 мм
- Материал рукояти: титан 6AI4V
- Гарнитура: нержавеющая сталь 303

## Награды
В 2008 году «Умнумзаан» на выставке, проводимой журналом «Blade», получил премию «Нож года».